# Tomàs Abelló Llopart
Tomàs Abelló Llopart   (Reus, 23 de juliol de 1848 - Barcelona, 19 d'abril de 1897), va ser un comerciant i polític català.

## Biografia
Fill de Tomàs Abelló Estela i de Teresa Llopart Lleó, va ser un dels comerciants exportadors de vins més important de la ciutat i un dels majors propietaris de finques del terme. Va ser president de la Societat Gas Reusense (1890-1897), que subministrava gas per a l'enllumenat de la ciutat i membre de la Junta de Govern i de la Comissió Permanent del Banc de Reus.

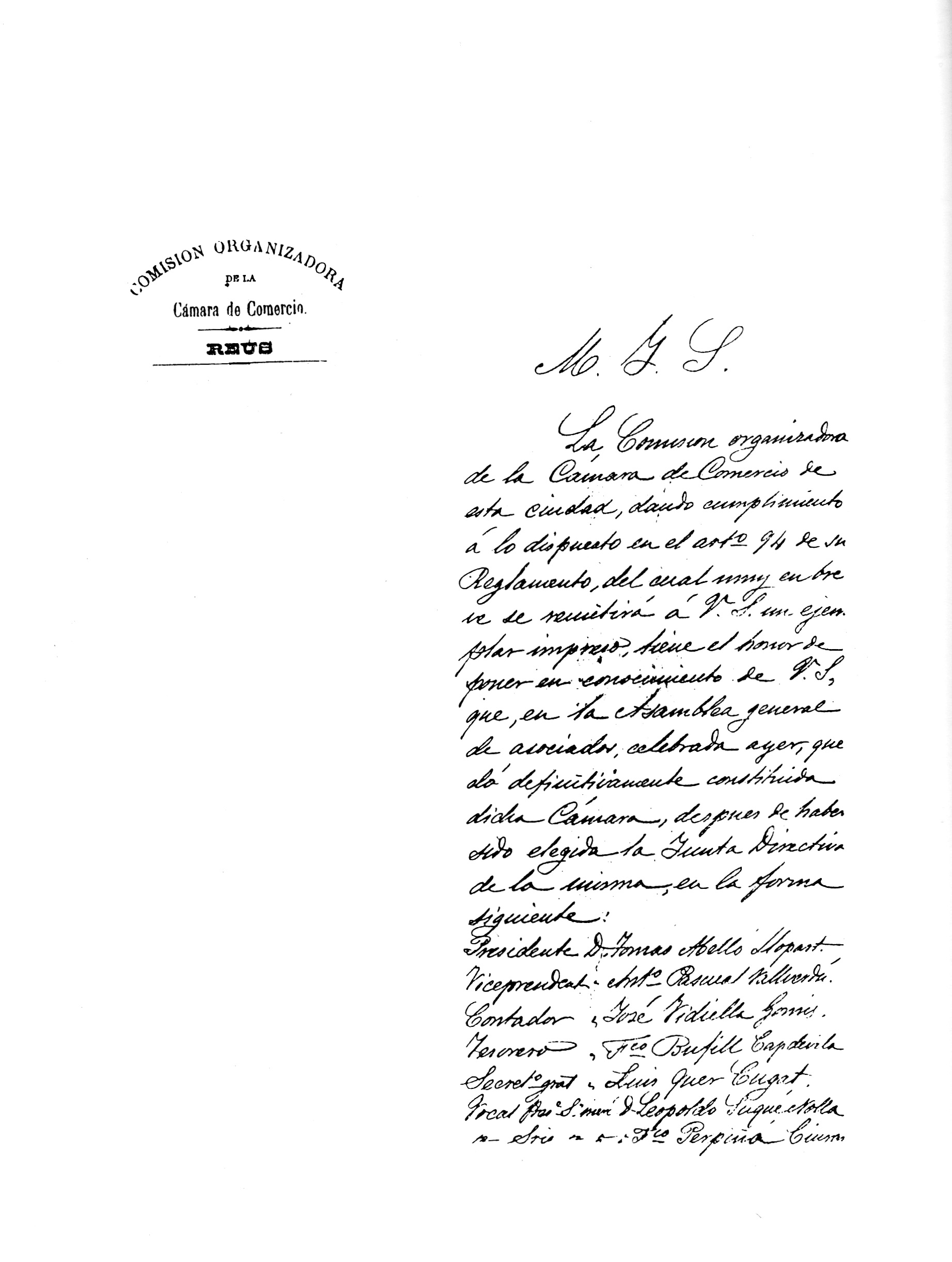
Comunicat a l'alcalde de la constitució de la Cambra de Comerç de Reus

Va ser el primer President de la Cambra de Comerç de Reus quan es va fundar l'any 1886, fins a la seva mort. Regidor municipal elegit l'any 1879 i diputat provincial com a representant del republicanisme possibilista que passà a col·laborar amb el catalanisme regionalista a finals del segle xix. El 1884 va ser el primer signant del manifest fundacional de l'Associació Catalanista de Reus. Va ser també pintor aficionat d'un cert mèrit. Estava en possessió de l'Orde d'Isabel la Catòlica.
Va morir al seu domicili del carrer de les Corts, 313 (actual 629) de Barcelona el 19 d'abril del 1897. Estava casat amb Dolors Martí i Campaneria, amb qui va tenir diversos fills: Tomàs, Gabriel, Teresa, Ramon, Beatriu, Josep i Mercè.